# Соціалістичний рух трудящих (Пуерто-Рико)
Соціалісти́чний рух трудя́щих (ісп. Movimiento Socialista de los Trabajadores) — пуерто-риканська ультраліва організація, утворена 1982 року та націлена на самоорганізацію та самозвільнення робітничого класу в Пуерто-Рико та всьому світі. Молодіжна секція організації має назву «Союз соціалістичної молоді». СРТ виступає за соціалістичне та незалежне Пуерто-Рико.

## Ідеологія
СРТ описує свою політику як демократично-соціалістичну і революційну. Поруч із означником «марксизм», СРТ віддає перевагу терміну «діалектичний матеріалізм», пояснюючи це тим, що слово «марксизм» упродовж історії зазнало звуження у значенні, і тепер описує єдиний набір поглядів на соціалізм і класову революційну боротьбу.
Будучи широколівою організацією з культурою дебатів та ідеологічної дискусії, серед її членів і керівництва є люди, які називають себе анархістами, антиревізіоністами, комуністами, демократичними соціалістами, маоїстами, революційними соціалістами, синдикалістами та троцькістами .
Спільними у них є прихильність до революційних дій і самозвільнення трудящих, та переконання, що відмінності в поглядах є позитивною рисою революційної організації.

## Організація
СРТ є кадровою організацією, що означає, що членство не є відкритим для широкої громадськості. Причиною цього є як потреба у відданості та зміцненні довіри з боку кадрів, так і як спосіб запобігти державним репресіям, які переслідують інші організації в Пуерто-Рико.

## Історія
СРТ було сформовано в 1982 році шляхом злиття двох важливих (і раніше суперницьких) соціалістичних груп, маоїстської Революційної соціалістичної партії та геваристського Народного соціалістичного руху.
Пізніше, у 1984 році, Ліга робітників-інтернаціоналістів також приєдналася до СРТ. Під впливом Кубинської революції, особливо Че Гевари, Китайської революції та Мао Цзедуна, а також низки подібних революційних подій у всьому світі, СРТ почала заміняти занепадаючу Соціалістичну партію Пуерто-Рико як переважаючу ультраліву групу в Пуерто-Ріко.
У 1990 році СРТ разом із Пуерто-риканською революційною робітничою партією і Майстернею політичної освіти заснували Соціалістичний фронт — альянс ліворадикальних груп.

## Поточна діяльність
СРТ видає щомісячну 8-сторінкову газету «Bandera Roja» (колишній орган Народного соціалістичного руху), яка постійно виходить з 1974 року. Її вебсторінка вперше з'явилася онлайн 1996 року, 1997 — отримала доменне ім’я «bandera.org», а з 1999 року має поточний формат на основі PHP.
СРТ бере активну участь у боротьбі проти програм реструктуризації, включаючи поточну фіскальну кризу в уряді.
Організаціє також прагне привертати увагу до справи вбивства члена-засновника Народного соціалістичного руху і кубинського вигнанця Карлоса Муньїса Варели та урядових придушень страйків проти ігнорування цієї справи.